# West End (Bedfordshire)
West End – osada w Anglii, w hrabstwie ceremonialnym Bedfordshire, w dystrykcie (unitary authority) Bedford. Leży 8 km na zachód od centrum miasta Bedford i 79 km na północ od centrum Londynu.